# Myiarchus validus
El copetón colirrufo o atrapamoscas de cola rufa (Myiarchus validus) es una especie de ave paseriforme de la familia Tyrannidae perteneciente al numeroso género Myiarchus. Es endémico de Jamaica. 

## Distribución y hábitat
Se encuentra únicamente en Jamaica, donde es considerado bastante común en una variedad de hábitats naturales: varios tipos de bosques y colinas boscosas; también en matorrales secos y bosques secundarios. Principalmente en altitudes medias, por arriba de los 300 m, hasta los 2000 m; es menos frecuente en altitudes mayores.

## Sistemática

### Descripción original
La especie M. validus fue descrita por primera vez por el ornitólogo alemán Jean Cabanis en 1847 bajo el mismo nombre científico; su localidad tipo es: «isla de las Indias Occidentales = Jamaica».

### Etimología
El nombre genérico masculino «Myiarchus» se compone de las palabras del griego «μυια muia, μυιας muias» que significa ‘mosca’, y «αρχος arkhos» que significa ‘jefe’; y el nombre de la especie «validus», en latín significa ‘fuerte’, ‘poderoso’.

### Taxonomía
Debido a sus características morfológicas bien diferenciadas dentro del género, llegó a ser colocado en un género propio Hylonax (e inadvertidamente en la familia Cotingidae). Es monotípica.